# Friedrich Seyler

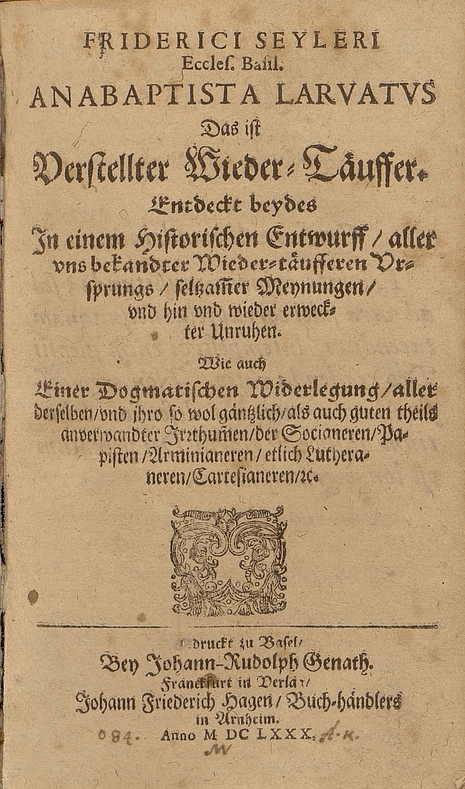
Anabaptista Larvatus von Friedrich Seyler

Friedrich Seyler (* 13. Dezember 1642 in Basel; † 31. Januar 1708 ebenda) (auch Friedrich Seiler; lateinisch Fridericus Seilerus oder Fridericus Seylerus) war ein Schweizer reformierter Pfarrer und Theologe aus Basel.
Er studierte an der Universität Basel ab 1656 Philosophie und Theologie, wurde 1660 Magister und wurde 1665 ordiniert. Er war 1669–1671 Hofprediger in Blotzheim, 1671–1690 Diakon zu St. Theodor, 1690–1704 Diakon und 1704–1708 Pastor an der Peterskirche.
Er ist vor allem für seine Arbeit Anabaptista Larvatus, eine Geschichte des Täufertums und Hauptstreitschrift gegen sie, bekannt. Der erste Teil des Werks (182 Seiten) enthält eine von Heinrich Bullinger und Johann Heinrich Ottius beeinflusste Geschichte des Täufertums, der zweite Teil (510 Seiten) eine Verteidigung der von den Täufern bestrittenen dogmatischen Lehrsätze aus der Sicht reformierter Theologie.
Er war Sohn des Pfarrers und Rektors des Basler Gymnasiums, Magister Friedrich Seyler (1603–1676), und war mit Elisabeth Socin, Tochter des Politikers Abel Socin und Nichte des Bürgermeisters Emanuel Socin, verheiratet. Er war Grossvater des Theaterdirektors Abel Seyler.

## Werke
- Friedrich Seyler, Bethesda für alle Elende und Krancke, Basel (Johann Rudolph Genath), 1674
- Friedrich Seyler, Anabaptista larvatus, das ist, verstellter Wieder-Täuffer: entdeckt beydes in einem historischen Entwurff, aller uns bekandter Wieder-täufferen Ursprungs, seltzamer Meynungen und hin und wieder erweckter Unruhen : wie auch einer dogmatischen Widerlegung aller derselben u. ihn so wol gäntzlich als auch guten theils anverwandter Irrthumen der Socinianeren, Papisten, Arminianeren etlich Lutheraneren, Cartesianeren, 769 Seiten, Basel (Johann Rudolf Genath) 1680
- Friedrich Seyler, Roma titvbans Das ist/ Das Sinckend vnd zum gäntzlichen Undergang sich neigende Rom/ vnd heutige Römische Kirchen/ Oder Eine Historische Erklärung der Worten Johannis/ Apoc. XVIII. vers. 4. Vnd ich hörete eine Stim vom Himel/ zc., Basel (Johann Rudolph Genath), 1684
- Friedrich Seyler, Verfolgungs- oder Creuz-Loose auff dieser Erde, 1694
- Mehrere Predigten
  - Friedrich Seyler, Die Stimme Des gerechten Bluts Abels, Auß Genes. IV. vers 9,10,11 Oder Christliche Leich-predigt, Uber den, dem Leibe nach zwar betrübteb, doch, der Seelen nach, seligen Hinscheid, Deß Edlen und Züchtigen Jünglings, Herrn Hans-Conrad Zieglers, von Schaffhausen: Alß selbiger den 27. Februarii 1707 ... Durch unglückliche Entleibung ... seinen Geist aufffgeben müssen ... Jacob Bertsche, Basel  1707 (Digitalisat)